# Prokathedraal van de Heilige Drievuldigheid
De Prokathedraal van de Heilige Drievuldigheid (Frans: Pro-cathédrale de la Sainte-Trinité) is een anglicaans kerkgebouw in de Brusselse gemeente Elsene. De anglicaanse gemeenschap, die al zo'n tweehonderd jaar aanwezig is in Brussel, kwam oorspronkelijk samen in privéwoningen. Pas na de Slag bij Waterloo werden de eerste reguliere gemeentes opgericht. De eerste kapel van deze gemeente bevond zich in de Belliardstraat te Brussel. De huidige kerk werd gebouwd tussen 1883 en 1885 door aannemer Jean François naar de plannen van architect William Barber. In 1897 werd de kerk uitgebreid met het koor naar een ontwerp van de architecten Huvenne en Jasinski. Na de Eerste Wereldoorlog, in 1928, werd op langs de straat het Church House (pastorij) opgericht. In 2001 werd aan het kerkgebouw een modern hallencomplex toegevoegd.